# Melissa Leo
Melissa Leo est une actrice américaine née le 14 septembre 1960 à New York. Jouant dans plusieurs séries télévisées (All My Children et The Young Riders) et films dans les années 1980, elle est nommée en 1985 pour un Daytime Emmy Award, pour son interprétation dans All My Children. Son premier rôle important est Det. Sgt. Kay Howard, dans la série télévisée Homicide (1993-1997).
Elle est saluée par la critique pour son interprétation de Ray Eddy dans le film Frozen River en 2008, ce qui lui vaut plusieurs nominations et récompenses, notamment une nomination à un Academy Award de la meilleure actrice. En 2010, elle remporte plusieurs prix pour son rôle d'Alice Eklund-Ward dans le film The Fighter, dont un Golden Globe, un SAG, et l'Academy Award de la meilleure actrice dans un second rôle.
En 2013, elle remporte un Emmy Award pour son rôle dans la série télévisée Louie. En 2015, elle joue le rôle de l'infirmière Pam dans Wayward Pines et en 2017 celui de Madalyn Murray O'Hair dans La Femme la plus détestée d'Amérique, un biopic de Netflix.

## Biographie
Melissa Leo commence sa carrière d'actrice en 1984 après ses études à l'Université de New York, avec la série La Force du destin, dans le rôle de Linda Warner (Julia Roberts était pressentie pour incarner ce personnage) qui lui permet d'obtenir une nomination au Daytime Emmy Awards dans la catégorie meilleure actrice dans une série dramatique.
Par la suite, elle enchaîne les seconds rôles au cinéma et à la télévision, mais ce n'est qu'en 1993 qu'elle obtient son premier rôle important : celui de Kay Howard dans la série télévisée Homicide, rôle qu'elle tient jusqu'en 1997 et qu'elle reprend en 2000 pour le téléfilm Homicide: The Movie.
Au cinéma, c'est son rôle dans le film choral 21 Grammes (2003) qu'elle se fait remarquer et remporte, avec les membres de la distribution le Phoenix Film Critics Society Award du meilleur casting.
S'ensuit une série de rôles plus consistants dans Trouble jeu, avec Robert De Niro, qu'elle retrouve dans La Loi et l'ordre et Everybody's Fine et Trois Enterrements, partageant la vedette avec Tommy Lee Jones.
En 2008, Melissa Leo obtient la consécration avec un rôle principal dans Frozen River, celle d'une femme embarquée malgré elle dans une opération d'immigration clandestine. Sa prestation lui vaut de multiples récompenses et une nomination à l'Oscar de la meilleure actrice en 2009.
L'année 2010 est chargée puisqu'elle est à l'affiche de trois films : épouse de James Gandolfini dans Welcome to the Rileys, femme flic dans Conviction et mère parfois possessive et manageuse de son fils boxeur dans The Fighter, long-métrage qui lui vaut d'obtenir le Golden Globe de la meilleure actrice dans un second rôle et l'Oscar de la meilleure actrice dans un second rôle en 2011.
En 2014 elle fait partie du jury des longs métrages lors du 20e Festival du film de Sarajevo, présidé par Béla Tarr.

## Filmographie

### Cinéma

#### Années 1980
- 1985 : Always : Peggy
- 1985 : Streetwalkin' (it) de Joan Freeman (en) : Cookie
- 1986 : Deadtime Stories de Jeffery Delman : Judith 'MaMa' Baer
- 1988 : A Time of Destiny de Gregory Nava : Josie Larraneta

#### Années 1990
- 1992 : Immaculate Conception de Jamil Dehlavi : Hannah
- 1992 : Venice/Venice de Henry Jaglom : Peggy
- 1993 : The Ballad of Little Jo de Maggie Greenwald : Beatrice Grey
- 1994 : Garden de James Spione : Elizabeth
- 1995 : Last Summer in the Hamptons de Henry Jaglom : Trish
- 1997 : Under the Bridge de Charles Weinstein : Kathy
- 1999 : The 24 Hour Woman de Nancy Savoca : Dr Suzanne Pincus
- 1999 : Code of Ethics de Dawn Natalia : Jo DeAngelo

#### Années 2000
- 2000 : Fear of Fiction de Charlie Ahearn : Sigrid Anderssen
- 2003 : 21 grammes (21 Grams) d'Alejandro González Iñárritu : Marianne Jordan
- 2004 : First Breath de James Georgiades : Detective Waxman
- 2004 : From Other Worlds de Barry Strugatz : Miriam
- 2005 : Trouble Jeu (Hide and Seek) de John Polson : Laura
- 2005 : Runaway de Tim McCann : Lisa Adler
- 2005 : No Shoulder de Suzi Yoonessi : Ruth
- 2005 : Patch de Christopher Romero : Maelynn
- 2005 : Trois enterrements (The Three Burials of Melquiades Estrada) de Tommy Lee Jones : Rachel
- 2005 : American Gun d'Aric Avelino : Louise
- 2005 : Confess de Stefan C. Schaefer : Agnes Lessor
- 2006 : Stephanie Daley de Hilary Brougher : Miri
- 2006 : The Limbo Room de Debra Eisenstadt : KC Collins
- 2006 : Hollywood Dreams de Henry Jaglom : Aunt Bee
- 2006 : The House Is Burning de Holger Ernst : Mrs. Miller
- 2006 : Falling Objects (court métrage) de Camille Thoman : Helga
- 2007 : Bomb (court métrage) de Ian Olds : Sharon
- 2007 : Midnight Son (court métrage) d'Adam Davenport : Rita
- 2007 : Black Irish de Brad Gann : Margaret McKay
- 2007 : Dear Lemon Lima de Suzi Yoonessi : Mrs. Howard
- 2007 : The Cake Eaters de Mary Stuart Masterson : Ceci
- 2007 : Racing Daylight de Nicole Quinn : Sadie Stokes / Anna Stokes
- 2007 : I Believe in America de Michael J. Narvaez : Soto
- 2007 : Monsieur Woodcock (Mr. Woodcock) de Craig Gillespie : Sally Jansen
- 2007 : One Night de Michael Knowles : Wendy
- 2008 : Frozen River de Courtney Hunt : Ray Eddy
- 2008 : The Alphabet Killer de Rob Schmidt : Kathy Walsh
- 2008 : Santa Mesa de Ron Morales : Maggie
- 2008 : Ball Don't Lie de Brin Hill : Georgia
- 2008 : This Is a Story About Ted and Alice de Teressa Tunney : Alice
- 2008 : La Loi et l'Ordre (Righteous Kill), de Jon Avnet : Cheryl Brooks
- 2008 : Predisposed de Phil Dorling : Penny
- 2008 : Stephanie's Image de Janis DeLucia Allen : Stephanie
- 2008 : Lullaby de John R. Leonetti : Stephanie
- 2009 : Greta (According to Greta) de Nancy Bardawil : Karen
- 2009 : Everybody's Fine de Kirk Jones : Colleen
- 2009 : Veronika Decides to Die d'Emily Young : Mari

#### Années 2010
- 2010 : Welcome to the Rileys de Jake Scott : Lois
- 2010 : Conviction de Tony Goldwyn : Nancy
- 2010 : Fighter (The Fighter) de David O. Russell : Alice Ward
- 2011 : Red State de Kevin Smith : Sara
- 2011 : Seven Days in Utopia de Matt Russell : Lily
- 2012 : Francine de Brian M. Cassidy et Melanie Shatzky : Francine
- 2012 : Flight de Robert Zemeckis : Ellen Block
- 2013 : Oblivion de Joseph Kosinski : Sally
- 2013 : Le Majordome (The Butler) de Lee Daniels : Mamie Eisenhower
- 2013 : Charlie Countryman (The Necessary Death of Charlie Countryman) de Fredrik Bond : la mère de Charlie
- 2013 : Prisoners de Denis Villeneuve : Holly Jones
- 2013 :  Deuxième chance à Brooklyn (The Angriest Man in Brooklyn) de Phil Alden Robinson : Bette Altmann
- 2013 : La Chute de la Maison-Blanche (Olympus Has Fallen) d'Antoine Fuqua : la secrétaire à la Défense : Ruth McMillan
- 2014 : Equalizer (The Equalizer) d'Antoine Fuqua : Susan Plummer
- 2015 : La Chute de Londres (London Has Fallen) de Babak Najafi : la secrétaire à la Défense Ruth McMillan
- 2015 : The Big Short : Le Casse du siècle (The Big Short) d'Adam McKay : Georgia Hale
- 2016 : Snowden d'Oliver Stone : Laura Poitras
- 2017 : Novitiate de Maggie Betts : la mère supérieure
- 2017 : La Femme la plus détestée d'Amérique (The Most Hated Woman in America) de Tommy O'Haver : Madalyn Murray O'Hair
- 2018 : Equalizer 2 (The Equalizer 2) d'Antoine Fuqua : Susan Plummer

#### Années 2020
- 2021 : Thunder Force de Ben Falcone : Allie
- 2021 : Toxic Cash de John Swab : Docteur White
- 2021 : Ida Red (en) de John Swab : Ida Walker
- 2025 : Guns Up d'Edward Drake : Michael Temple

### Télévision

#### Téléfilms
- 1985 : Le Témoin silencieux (Silent Witness) : Patti Mullen
- 1989 : Nasty Boys : Katie Morrisey
- 1990 : Mariage en noir (The Bride in Black) : Mary Margaret
- 1991 : Un coupable idéal (Carolina Skeletons) : Cassie
- 1995 : In the Line of Duty: Hunt for Justice : Carol Manning
- 2000 : Homicide (Homicide: The Movie) : sergent Kay Howard
- 2016 : All the Way de Jay Roach : Lady Bird Johnson

#### Séries télévisées
- 1984 : La Force du destin (All My Children) : Linda Warner
- 1985 : Equalizer (The Equalizer) : Irina Dzershinsky
- 1987 : Spenser (Spenser: For Hire) : Mary Hamilton
- 1988 : Deux flics à Miami (Miami Vice) : Kathleen Gilfords
- 1989 : Gideon Oliver  : Rebecca Hecht
- 1989 : L'Équipée du Poney Express (The Young Riders) : Emma Shannon
- 1994 : Scarlett : Suellen O'Hara Benteen
- 1997 : Homicide (Homicide: Life on the Street) : sergent Kay Howard
- 1998 : Legacy : Emma Bradford
- 2004 : Veronica Mars : Julia Smith
- 2004 : Les Experts (CSI: Crime Scene Investigation) : Sybil Perez
- 2005 : New York, section criminelle (Law & Order: Criminal Intent) : Maureen Curtis
- 2005 : The L Word : Winnie Mann
- 2006 : Shark : Elizabeth Rourke
- 2007 : Esprits criminels (Criminal Minds) : Georgia Davis
- 2007 : Cold Case : Affaires classées (Cold Case) : Tayna Raymes
- 2008 : New York, police judiciaire (Law & Order) : Alice Sutton
- 2008 : New York, police judiciaire (Law & Order) : Donna Cheponis
- 2010-2013 : Treme, de David Simon : Antoinette « Toni » Bernette
- 2011 : Mildred Pierce, de Todd Haynes : Lucy Gessler
- 2012 : Louie de Louis C.K : Laurie
- 2015 : Wayward Pines : l'infirmière Pam
- 2020 : I Know This Much Is True : Ma

#### Série d'animation
- depuis 2014 : BoJack Horseman : La mère de Diane

## Distinctions

### Récompenses
- 2008 : Alliance of Women Film Journalists Awards de la meilleure actrice dans un drame pour Frozen River (2008).
- 2008 : Method Fest de la meilleure actrice pour Lullaby (2008).
- Method Fest 2008 : Lauréate du Prix Maverick de la meilleure actrice.
- 2010 : Festival du film de Boston de la meilleure actrice dans un second rôle dans un drame biographique pour The Fighter (2010), dans un drame pour Welcome to the Rileys (2010) et dans un drame biographique pour Conviction (2010).
- 68e cérémonie des Golden Globes 2011 : Golden Globe de la meilleure actrice dans un second rôle dans un drame biographique pour The Fighter (2010).
- 83e cérémonie des Oscars 2011 : Oscar de la meilleure actrice dans un second rôle dans un drame biographique pour The Fighter (2010).
- 65e cérémonie des Primetime Emmy Awards 2013 : Meilleure actrice invitée dans une série télévisée comique pour Louie (2010-).

### Nominations
- 1985 : Daytime Emmy Awards de la meilleure actrice en 1985 pour La Force du destin.
- 2004 : Phoenix Film Critics Society Awards de la meilleure distribution pour 21 Grammes (21 Grams) (2003).
- Festival international du film de Saint-Sébastien 2008 : Coquille d'argent de la meilleure actrice dans un drame pour Frozen River (2008).
- 2008 : Festival international du film de Marrakech de la meilleure interprétation féminine dans un drame pour Frozen River (2008).
- National Board of Review Awards 2008 : Nomination au Prix Spotlight dans un drame pour Frozen River (2008).
- 13e cérémonie des Satellite Awards 2008 : Meilleure actrice dans un drame pour Frozen River (2008).
- 2008 : Film Independent's Spirit Awards de la meilleure actrice dans un drame pour Frozen River (2008).
- 15e cérémonie des Screen Actors Guild Awards 2009 : Meilleure actrice dans un premier rôle dans un drame pour Frozen River (2008).
- 81e cérémonie des Oscars 2009 : Meilleure actrice dans un drame pour Frozen River (2008).

## Voix francophones
En France
| - Martine Irzenski dans : - Equalizer (série télévisée) - Le Temps du destin - Veronika décide de mourir - Ida Red (en) - Françoise Rigal dans : - Flight - Prisoners - The Big Short : Le Casse du siècle - Thunder Force - Caroline Beaune (*1959 - 2014) dans : - Conviction - Treme (série télévisée) - La Chute de la Maison-Blanche - Annie Le Youdec dans : - Welcome to the Rileys - Mildred Pierce (mini-série) - Snowden - Élisabeth Fargeot dans (les séries télévisées) : - Wayward Pines - Dolly Parton's Heartstrings - Marianne Basler dans : - Equalizer - Equalizer 2 | - Véronique Augereau dans (les séries télévisées) : - I'm Dying Up Here - I Know This Much Is True Et aussi - Catherine Hamilty dans Homicide (série télévisée) - Céline Monsarrat dans Legacy (série télévisée) - Maïté Monceau dans 21 Grammes - Frédérique Tirmont dans Trouble Jeu - Isabelle Mangini dans Trois Enterrements - Brigitte Virtudes dans Mr. Woodcock - Isabelle Leprince dans La Loi et l'Ordre - Odile Schmitt dans Frozen River - Christine Delaroche dans Fighter - Sylvia Bergé dans Oblivion - Danièle Douet dans La Chute de Londres - Sylvie Feit dans All the Way (téléfilm) - Marie Vincent dans La Femme la plus détestée d'Amérique - Marianne Chettle dans Alone Together (en) - Nathalie Bienaimé dans Jane (en) |

Au Québec
Note : La liste indique les titres québécois.
- Chantal Baril[5] :
  - Tout va bien
  - Le Coup de Grâce
  - Assaut sur la Maison Blanche
  - L'Oubli

Et aussi
- Danièle Panneton : 21 Grammes[5]